# 297
Cette page concerne l'année 297  du calendrier julien. Pour l'année 297 av. J.-C., voir 297 av. J.-C. Pour le nombre 297, voir 297 (nombre).
L'année 297 est une année commune qui commence un vendredi.

## Événements
- 1er mars : éloge panégyrique de Constance prononcé à Trèves, qui célèbre la reconquête de la Bretagne[1] (ou en 297[2]).
- Mars, Égypte : prise d'Alexandrie par les troupes de Dioclétien qui répriment la révolte de Domitius Domitianus et d'Achilleus ; Dioclétien quitte ensuite Alexandrie pour Antioche où il participe à la guerre contre les Perses[2].
- 16 mars : édit du préfet d’Égypte Aurelius Optatus  instituant la réforme fiscale de Dioclétien[3]
  - Édit de Dioclétien proscrivant l'alchimie[4].
- 31 mars : un rescrit de Dioclétien, publié à Alexandrie, proscrit la doctrine manichéenne[4].
- Printemps : 
  - Constance Chlore pacifie la région danubienne. Il bat les Carpes et en installe à demeure une partie sur la rive droite du fleuve. Il doit ensuite intervenir en Afrique contre les Quinquegentanei, tribus de Maurétanie Césarienne qui ont envahi la Numidie[5].
  - Le césar Galère, envoyé par Dioclétien pour combattre le roi sassanide Narses, est défait par les Perses entre Carrhae et Callinicum avec ses alliés arméniens ; les Romains perdent la Mésopotamie[6].
- 1er septembre : début de la première indiction[7].

- Le rhéteur gaulois Eumène est nommé directeur des écoles d’Autun[8].

## Décès en 297
- Chen Shou, écrivain chinois, auteur des Chroniques des Trois Royaumes.